# روجر كي. كراوتش
روجر كي. كراوتش (بالإنجليزية: Roger K. Crouch)‏  (و. 1940  م) هو رائد فضاء، وعالم أمريكي، ولد في جيمستاون.

## التعليم
تعلم في جامعة فرجينيا للتقنية.

## ريادة الفضاء
شارك في المهمات الفضائية:
- STS-83
- STS-94.